# Ямщина
Я́мщина (рос. Ящина, ерз. Ямщина) — село у складі Інсарського району Мордовії, Росія. Входить до складу Русько-Пайовського сільського поселення.
Населення — 269 осіб (2010; 320 у 2002).
Національний склад станом на 2002 рік:
- росіяни — 97 %